# Ишкильдино
Ишки́льдино (баш. Ишкилде) — деревня в Абзелиловском районе Республики Башкортостан России, относится к Бурангуловскому сельсовету.

## Население
| 1968 | 2002 | 2009 | 2010 |
| ---- | ---- | ---- | ---- |
| 182  | ↗195 | ↗212 | ↗234 |

Согласно переписи 2002 года, преобладающая национальность — башкиры (100 %).

## Географическое положение
Расстояние до:
- районного центра (Аскарово): 35 км,
- центра сельсовета (Бурангулово): 7 км,
- ближайшей железнодорожной станции (Магнитогорск-Пассажирский): 82 км.

## Религия
В деревне есть мечеть.